# ان‌جی‌سی ۳۵۵۴
ان‌جی‌سی ۳۵۵۴ یک کهکشان است.